# Camigliano
Camigliano – miejscowość i gmina we Włoszech, w regionie Kampania, w prowincji Caserta.
Według danych na rok 2004 gminę zamieszkiwało 1739 osób, 289,8 os./km².
Urodził się tu dyplomata papieski abp Carmine Rocco.